# Fronte della Patria Vietnamita
Il Fronte della Patria Vietnamita (Mat Tran Quốc Việt Nam) è una coalizione di partiti politici vietnamiti fondata nel 1977 e formata dal Partito Comunista del Vietnam; fino al 1988 ad essa aderivano altresì il Partito Democratico del Vietnam e il Partito Socialista del Vietnam.